# 克萊蒙特鎮區 (費耶特縣)
克莱蒙特鎮區（Clermont Township），美国艾奥瓦州费耶特县的一个鎮區，总面积94.11平方公里，总人口894（2010年美国人口普查）。